# Fin Conchie
Fin Ngahina Roa Conchie (Hamilton, 10 agosto 2003) è un calciatore neozelandese, centrocampista del Wellington Phoenix e della nazionale neozelandese.

## Carriera

### Club
Conchie è cresciuto nel settore giovanile del Wellington Phoenix ed ha firmato il suo primo contratto professionistico il 2 agosto 2023. Ha debuttato in prima squadra il 22 ottobre seguente nell'incontro di A-League Men pareggiato 0-0 contro i Western Sydney.

### Nazionale
Nel 2023 ha partecipato con la Nuova Zelanda Under-20 al campionato mondiale.
Il 5 giugno 2024 è stato convocato dalla nazionale maggiore per partecipare all'OFC Nations Cup. Ha debuttato il 18 giugno nell'incontro della fase a gironi vinto 3-0 contro le Isole Salomone.

## Statistiche

### Cronologia presenze e reti in nazionale
| Cronologia completa delle presenze e delle reti in nazionale ― Nuova Zelanda | Cronologia completa delle presenze e delle reti in nazionale ― Nuova Zelanda | Cronologia completa delle presenze e delle reti in nazionale ― Nuova Zelanda | Cronologia completa delle presenze e delle reti in nazionale ― Nuova Zelanda | Cronologia completa delle presenze e delle reti in nazionale ― Nuova Zelanda | Cronologia completa delle presenze e delle reti in nazionale ― Nuova Zelanda | Cronologia completa delle presenze e delle reti in nazionale ― Nuova Zelanda | Cronologia completa delle presenze e delle reti in nazionale ― Nuova Zelanda |
| Data                                                                         | Città                                                                        | In casa                                                                      | Risultato                                                                    | Ospiti                                                                       | Competizione                                                                 | Reti                                                                         | Note                                                                         |
| ---------------------------------------------------------------------------- | ---------------------------------------------------------------------------- | ---------------------------------------------------------------------------- | ---------------------------------------------------------------------------- | ---------------------------------------------------------------------------- | ---------------------------------------------------------------------------- | ---------------------------------------------------------------------------- | ---------------------------------------------------------------------------- |
| 18-6-2024                                                                    | Port Vila                                                                    | Nuova Zelanda                                                                | 3 – 0                                                                        | Isole Salomone                                                               | Coppa d'Oceania 2024 - 1º turno                                              | -                                                                            | 82’                                                                          |
| Totale                                                                       |                                                                              | Presenze                                                                     | 1                                                                            |                                                                              | Reti                                                                         | 0                                                                            |                                                                              |

## Palmarès

### Nazionale
- Coppa d'Oceania: 1

Figi/Vanuatu 2024